# 小島彗星
小島彗星（こじますいせい、英語: 70P/Kojima）は、1970年に発見された短周期彗星。

## 発見
愛知県のアマチュア天文家小島信久は、高知県の関勉と分担して1970年に回帰予報が出ていた行方不明のネウイミン第2彗星を検出するため、写真による捜索を行っていた。
1970年12月28日朝（JST）撮影した写真から、小島は、ネウイミン第2彗星予報のΔT=-6.5日の位置に14等級の彗星状天体を発見した。予想されるネウイミン第2彗星とはモーションが異なっていたため、2日後の30日朝、小島はこの彗星を再度撮影して存在を確認し、31日に新彗星として報告した。

### 発見時の話題
当時、アマチュアによる彗星発見はほぼ眼視によって行われていた。写真による微光彗星の発見は非常に珍しく、日本人としては初めてであった。新彗星として公表された際に与えられた仮符号は1970rで、当時としては彗星の年間発見数の新記録であった。軌道要素がネウイミン第2彗星に似ていたため、この彗星の再来の可能性が指摘されていたが現在では否定されている。

## その後の観測
発見以来、毎回帰観測されている。しかし、1973年に木星に0.158 auまで接近したため、近日点距離が1.63 auから2.40 au以上に増大し、18から20等級程度の回帰が続いた。
1996年には再び木星に0.147 auまで接近したため近日点距離は1.97 auまで縮まった。それにより2000年の回帰、2007年の回帰、2014年の回帰、2021年の回帰などでも16等より明るくなるときがあった。